# Bancontact Payconiq Company
Bancontact Payconiq Company se formó tras la fusión de Bancontact Company y Payconiq Belgium . La empresa es líder del mercado belga de servicios financieros. La sede de la empresa se encuentra en Bruselas, Bélgica.

## Historia
En marzo de 2018, las empresas declararon su intención de fusionarse entre sí. La fusión finalizó en julio. Nathalie Vandeput se convirtió en directora ejecutiva.
En agosto, la compañía consiguió una inyección de capital de sus cinco principales accionistas de 17 a más de 32 millones de euros.
En enero de 2019, la compañía fusionó sus aplicaciones de pago "Bancontact" y "Payconiq" en una aplicación llamada "Payconiq by Bancontact". La aplicación cuenta con el apoyo de 20 bancos y 290.000 tiendas belgas. Junto a la aplicación, la empresa emite tarjetas de débito con la marca "Bancontact" que se pueden utilizar en tiendas físicas y en línea. Bancontact Payconiq es miembro de la Asociación Europea de Sistemas de Pago Móvil.